# Liste des stations Harlem
Liste des stations du métro de Chicago nommées Harlem : 
- Ligne bleue sur la Congress Branch : Harlem
- Ligne bleue sur la O'Hare Branch : Harlem
- Ligne verte sur la Lake Branch : Harlem/Lake